# Cybaeidae
Cybaeidae là một họ nhện. Họ này gồm có 12 chi và loài.

## Các chi
- Argyroneta Latreille, 1804 (Cổ bắc giới)
- Cedicoides Charitonov, 1946 (Turkmenistan, Tadjikistan, Uzbekistan)
- Cedicus Simon, 1875 (Đông Địa Trung Hải, châu Á)
- Cybaeina Chamberlin & Ivie, 1932 (USA)
- Cybaeota Chamberlin & Ivie, 1933 (Hoa Kỳ, Canada)
- Cybaeozyga Chamberlin & Ivie, 1937 (Hoa Kỳ)
- Cybaeus Koch, 1868 (Châu Mỹ, châu Âu, Nhật Bản, Triều Tiên, Trung Quốc)
- Dolichocybaeus Kishida, 1968 (Nhật Bản, Triều Tiên)
- Heterocybaeus Komatsu, 1968 (Nhật Bản)
- Paracedicus Fet, 1993 (Turkmenistan, Azerbaijan)
- Symposia Simon, 1898 (Venezuela, Colombia)
- Vagellia Simon, 1899 (Sumatra)